# 葛维墨
葛维墨（1930年1月—2016年3月9日），浙江平湖人，中国电影美术教育家、美术教育家、画家，原北京电影学院美术系主任，中国美术家协会原书记处常务书记。